# محب الله (ناشط)
محب الله (بالإنجليزية: Mohibullah)‏ (1975 - 29 سبتمبر 2021)، سياسي وناشط وأحد زعماء لاجئي الروهينغيا. 
كان محب الله رئيسًا لجمعية السلام وحقوق الإنسان لروهينغيا أراكان، وقد لعب دورًا مُهمًا في عودة بعض من لاجئي الروهينغيا من بنغلاديش إلى ولاية راخين في بورما. قُتل محب الله بطلق ناري على يد مُسلحين مجهولين، وذلك في مخيم كوتوبالونغ لللاجئين [الإنجليزية] في منطقة كوكس بازار في بنغلاديش يوم 29 سبتمبر 2021، عن عمر 46 عامًا.